# An Idiot Abroad

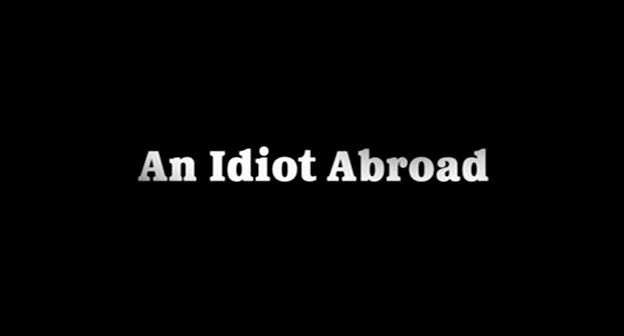
Titelaanduiding

An Idiot Abroad is een Britse reisdocumentaireserie gecreëerd door Ricky Gervais en Stephen Merchant, met in de hoofdrol Karl Pilkington. Het programma werd in Engeland van 2010 tot 2013 uitgezonden op Sky1 en Discovery Science. In Nederland en België werd het uitgezonden op Discovery Channel.

## Inhoud
Het thema van An Idiot Abroad is dat Karl Pilkington, die geen enkele interesse heeft in toerisme, door Ricky Gervais en Stephen Merchant naar het buitenland wordt gestuurd om nieuwe en aparte ervaringen op te doen. Vanuit Engeland plannen Gervais en Merchant vele onaangename verrassingen voor Karl, die het grootste deel van zijn reis loopt te klagen.

### Seizoen 1 -The Seven Wonders(2010)
Karl bezoekt de New7Wonders of the World, met uitzondering van het Colosseum van Rome, dat vervangen wordt met de Piramiden van Gizeh in Egypte, het enige van de Zeven wereldwonderen van de antieke wereld dat nog overeind staat.
- China – Chinese Muur (aflevering 1)
- India – Taj Mahal (aflevering 2)
- Israël - Jeruzalem (aflevering 3)
- Westelijke Jordaanoever – Bethlehem, Dode Zee (aflevering 3)
- Jordanië – Petra (aflevering 3)
- Mexico – Chichen Itza (aflevering 4)
- Egypte – Piramiden van Gizeh (aflevering 5)
- Brazilië – Christus de Verlosser (aflevering 6)
- Peru – Machu Picchu (aflevering 7)

### Seizoen 2 -The Bucket List(2011)
Karl mag een eigen keuze maken uit een algemene bucket list, een lijst van dingen die je gedaan moet hebben voor je sterft.
- Nieuw-Zeeland – Bungeejumpen (aflevering 1)
- Vanuatu – Een onbewoond eiland bezoeken (aflevering 1)
- Rusland – Trans-Siberische spoorlijn (aflevering 2)
- Mongolië – Mongools worstelen (aflevering 2)
- China – Dwergendorp (aflevering 2)
- Thailand – Songkran (aflevering 3)
- Australië – Zwemmen met haaien (aflevering 3)
- Verenigde Staten van Amerika – Walvissen spotten in Alaska (aflevering 4)
- Zuid-Afrika – Safari (aflevering 5)
- Oeganda – Bwindi Impenetrable Forest (aflevering 5)
- Verenigde Staten van Amerika – U.S. Route 66 (aflevering 6)
- Japan – Fuji beklimmen (aflevering 7)

### Seizoen 3 -The Short Way Round(2012)
Karl Pilkington krijgt gezelschap van dwergacteur Warwick Davis om de route van Marco Polo te volgen.
- Italië – Venetië (aflevering 1)
- Macedonië (aflevering 1)
- India (aflevering 2 & 3)
- China (aflevering 3)
- Hongkong – Macau (aflevering 3)

## Boeken
Karl Pilkington heeft twee boeken over zijn reiservaringen geschreven: An Idiot Abroad: The Travel Diaries of Karl Pilkington en The Further Adventures of An Idiot Abroad.